# Eduard van Ertrijck
Eduard van Ertrijck, ook wel Ed Ertrijck of Edouard van Ertrijck (Oosterhout, 16 december 1816 - Leuven, 10 september 1857) was een Nederlandse schilder van veelal religieuze voorstellingen. Hij was een leerling van de Belgische schilder Nicaise de Keyser.
In het jaar 1841 vond er een tentoonstelling plaats in de Teeken-Academie (later Koninklijke Academie van Beeldende Kunsten genoemd) te ’s-Gravenhage. Het was een tentoonstelling van schilder- en kunstwerken van levende meesters. Hierbij werden twee schilderijen van Eduard van Ertrijck tentoongesteld, ‘Christus eenen lammen genezende’ en ‘Het gebed aan de Heilige Maagd’.
Hij ondernam studiereizen naar Frankrijk en Italië. Op één van zijn reizen naar Italië werd hij in Rome ontvangen door Paus Gregorius XVI.
- Biografisch Portaal: 30563316
- RKD-Nederlands Instituut voor Kunstgeschiedenis: 343064